# Syntagma Canonum
Sintagma de los Cánones (en latín: Syntagma Canonum) o Sintagma Alfabético (en griego: Σύνταγμα κατὰ στοιχεῖον, lit. 'Sýntagma katá stoicheíon'; en latín: Syntagma alphabeticum) es una colección canónica (sintagma) hecha en 1335 por Mateo Blastares, un monje bizantino de quien nada se sabe con certeza. El autor pretendía con su obra reducir el derecho canónico bizantino a una forma más conveniente y accesible que la del Nomocanon del patriarca Focio, y dar una presentación más comprensible que la de los epítomes y sinopsis de escritores anteriores como Esteban (siglo V), Aristeno (1160), Arsenio (1255), etc. Para ello, Blastares utilizó la Basilika del emperador León VI (r. 886-912), el Corpus iuris civilis y el Digesto de Justiniano I (r. 527-565), las novelas de varios emperadores (por ejemplo las de 1306 de Andrónico II Paleólogo (r. 1282-1328)), el Nomocanon de los Catorce Títulos y el comentario de Teodoro Balsamón.
La obra tiene 24 divisiones en orden alfabético, cada una marcada con una letra del alfabeto griego. Estas secciones se subdividen en 303 títulos, que se distinguen por las letras; por ejemplo, la tercera sección contiene temas como: peri gamou (sobre el matrimonio), peri gynaikon (acerca de las mujeres), etc. Los títulos generalmente tratan sobre el derecho civil (nomoi politikoi) así como sobre el derecho eclesiástico. Sin embargo, algunos títulos son puramente eclesiásticos, mientras que otros son puramente civiles. Las ordenanzas eclesiásticas se citan de colecciones anteriores, especialmente Nomocanon (883), mientras que los extractos de derecho civil son en su mayoría transcripciones sin referencia a su origen.
La compilación pronto se hizo de uso común entre el clero y conservó su autoridad incluso bajo el dominio turco. Una traducción al serbio siguió de cerca su primera publicación. Incluso entró en la vida política del pueblo serbio a través de un resumen que Esteban Dušan (r. 1331-1355) anexó en su código de leyes (1349). De ahí se excluyeron los decretos puramente eclesiásticos, mientras que el derecho civil contenido en el Syntagma se reprodujo siempre adaptándose a la condición social del pueblo. En el siglo XV/XVI, el Syntagma Canonum fue traducido al búlgaro y en el siglo XVI/XVII al ruso. En el siglo XVIII fue reconocido como la expresión estándar del derecho canónico de la Iglesia Ortodoxa. Entre 1852 y 1860, bajo los auspicios del Santo Sínodo, el Syntagma fue reeditado (Syntagma ton Theion kai hieron kanonon) en seis volúmenes, en una publicación lanzada en Atenas. El Syntagma, como otros libros de jurisprudencia griega medieval, es visto como enemigo de la Iglesia Católica.